# Cookie (videojuego)
Cookie es un videojuego de Spectrum realizado en 1983 por la compañía Ultimate Play The Game, nombre comercial de Ashby Computers&Graphics, se trata de una de las compañías más valoradas de software de 8 bits. El juego fue desarrollado por los hermanos Tim y Chris Stamper, creadores de la compañía en 1982.
Es el tercer lanzamiento de esta compañía tras Jetpac y PSSST, al igual que estos desarrollado para el ZX Spectrum de 16 k.
En el Juego Charlie el Chef debe hornear un pastel para servir a sus comensales. Pero el problema es que los ingredientes no están muy de acuerdo con formar parte del mismo y tratarán de ponérselo muy difícil ya que tiene vida propia.
Cinco son los ingredientes que aparecen en el juego: chocolate, queso, azúcar, natillas y piel rallada de limón, almacenados en unos armarios situados a la derecha de la pantalla. en cada uno de los niveles se abrirá un cajón y saldrán los ingredientes, Charlie deberá introducirlos en un bol, para lo que podrá ayudarse disparando unos sacos de harina. Si lo hace en dirección al bol, los ingredientes caerán directamente en él. Si el disparo no apunta al bol, los ingredientes solo quedarán atontados y vagarán por el escenario, o mucho peor irán a parar directamente a la basura.
La misión se verá dificultada además porque desde los cubos de basura situados en la parte inferior de la pantalla un misterioso monstruo nos lanzara toda clase de desperdicios, los cuales deberemos esquivar e intentar que no caigan en el bol, ya que eso nos obligaría a aumentar el número de ingredientes necesarios para completar nuestro pastel. Por último desde los cajones también aparecerán diversos utensilios de cocina que deberemos esquivar también.
Charlie dispone de cuatro vidas y cualquier contacto con algunos de los elementos que vuelan por la pantalla nos hará perder una. Se trata de un juego de una elevada dificultad, lo que unido a la similitud con los títulos anteriores le hizo recibir algunas críticas. Los gráficos, aunque de sencilla factura, tiene un buen acabado y siguen la estética marcada por la compañía. 
El juego se lanzó de forma simultánea con otro título Tranz Am. 